# Charles Brownlow (2e baron Lurgan)
Pour les articles homonymes, voir Charles Brownlow et Brownlow.
Charles Brownlow, 2e baron Lurgan (10 avril 1831 - 15 janvier 1882), est un homme politique libéral anglo-irlandais.

## Biographie
Il est le fils de Charles Brownlow (1er baron Lurgan) et de sa deuxième épouse Jane Macneill. Il succède à son père dans la baronnie en 1847. Il siège sur les bancs des libéraux à la Chambre des lords et est Lord-in-waiting (whip du gouvernement à la Chambre des lords) de 1869 à 1874 sous le premier gouvernement libéral de William Ewart Gladstone. Entre 1864 et 1882, il occupe également le poste honorifique de Lord Lieutenant d'Armagh. En 1864, il est fait chevalier de l'ordre de St Patrick.
Il épouse Emily Anne, fille de John Browne (3e baron Kilmaine), en 1853. Il décède en janvier 1882, à l'âge de 50 ans, et son fils William lui succède à la baronnie. Lady Lurgan est décédée en septembre 1929.
Il est le propriétaire du célèbre lévrier Master McGrath.